# Vulcacius Rufinus
Vulcacius Rufinus (fl. 347-365, mort en 368) était un homme politique de l'Empire romain.

## Vie
Fils de Neratius Junius Flavianus et de sa femme Vulcacia.
Il était consul en 347 et P.P.O. d'Italie de 365 jusqu'à sa mort en 368.